# Андроник II Палеолог
Андро́ник II Палеоло́г (греч. Ανδρόνικος Β' Παλαιολόγος; 25 марта 1259 — 13 февраля 1332) — император Византийской империи в 1282—1328 годах.

## Биография
Андроник II Палеолог родился в семье византийского императора Михаила VIII Палеолога и Феодоры Дукины Ватаца, внучатой племяннице Иоанна III Дуки Ватаца, императора Никеи.
С 13-летнего возраста (1272 год) был соправителем своего отца. Известно, что в 1280 году император Михаил VIII направил своего сына вместе с протовестиарием Михаилом Тарханиотом и хранителем великой печати Ностонгом в области реки Меандр, чтобы тот восстановил город Траллы.
Молодой соправитель отца активно взялся за дело. Были построены крепостные стены и в город было переселено множество людей.
В том же 1280 году Андроник II объявил своего трёхлетнего сына Михаила IX Палеолога формальным басилевсом-соправителем.
Михаил VIII умер 11 декабря 1282 года во время военного похода во Фракию и Андроник II стал правителем Византии. В конце 1282 года он отменил введенную его отцом Михаилом VIII церковную унию с западной (римо-католической) церковью. Участник в 1285 году Константинопольского собора.
Андроник Палеолог проводил политику присоединения к Византии Фессалии, Эпирского деспотата, отделившихся после четвёртого крестового похода (1204).
В 1290 году Андроник посетил свергнутого и ослеплённого его отцом императора Никеи Иоанна IV Ласкариса, чтобы он подтвердил отказ от прав на престол.
Андроник II продолжил политику своего отца по поддержанию византийско-монгольского альянса.
Однако сохранить мирные отношения с хулагуидской Персией ему не удалось, причём в конце его царствования монгольские набеги на балканские владения империи продолжились.
21 мая 1294 года в храме св. Софии в Константинополе патриарх Иоанн XII венчал Михаила IX на царство, и в последующие годы Андроник доверил сыну-соправителю ведение войн против внутренних и внешних врагов. 
Андроник II неудачно вмешался в борьбу между Венецией и Генуей, что привело в начале XIV века к усилению засилья венецианцев в империи. Стремясь дать отпор правителю Сёгютского бейлика Осману Гази (к этому времени захватившему почти всю северо - западную часть Анатолии), император Андроник нанял в 1303 году войско каталонцев во главе с наёмиком Роже де Флором, которые после убийства их главнокомандующего в 1305 году подняли мятеж, опустошили византийские владения, заняли Фессалию и ряд других византийских областей.
В 1320 году внук Андроника II Андроник III нанял убийц, которые по ошибке убили другого внука Андроника II и сына Михаила IX Мануила.
Узнав об этом, их отец Михаил IX 12 октября умер от горя и Андроник II стал единовластным правителем. Действия централизованного правительства Андроника вызвали сопротивление феодальной знати, выдвинувшей в 1321 году на трон его внука Андроника, и в Византии началась Гражданская война.
11 ноября 1323 года Андроник II ставит на Патриарший престол своего приближённого монаха Исайю. Историки считают, что Исайя устраивал правящие круги Византии, поскольку, вероятно, его считали неспособным к самостоятельной политической деятельности и легко управляемым.
В 1326 году попытался возобновить контакты Константинопольской и Римско-католической Церквей. Для этого он отправил послания папе римскому Иоанну XXII и королю Франции Карлу IV Капетингу с предложением возобновить переговоры об унии. Патриарх Исайя выступил против реализации таких планов, что вскоре привело к замораживанию отношений.
В 1327 году Андроник III осадил Константинополь и Андроник II приказал Исайе прекратить поминать имя Андроника III на литургии как мятежника. Но Исайя отказался выполнять это распоряжение, пытаясь избежать церковного раскола от втягивания Церкви в междоусобицу и при большом стечении народа объявил об отлучении всякого, кто не будет поминать Андроника III. В итоге приказ Андроника II действовал только в дворцовых храмах столицы, в то время как все остальные церкви продолжали поминать обоих Андроников. Исайя способствовал примирению сторон и уговаривал Андроника II пойти на личное свидание с внуком и тем самым начать мирные переговоры, но безуспешно.
В декабре 1327 года потерпели неудачу очередные попытки вести переговоры и Андроник II сослал Исайю из Патриаршей резиденции и в столичный монастырь Манганы, часть сторонников и приближенных патриарха были взяты под стражу. В мае 1328 года Андроник III одержал ряд побед в междоусобной войне, взял Константинополь, и Исайя был торжественно возвращён на Патриарший престол. Существует мнение, что Исайя вынудил свергнутого Андроника II принять монашеский постриг и поклясться, что он не будет пытаться вернуться к власти, к тому же после 1328 года Патриарх Исайя изверг из сана сторонников Андроника II — клириков Константинопольской Церкви.

## Семья
8 ноября 1273 года Андроник женился на дочери короля Венгрии Иштвана V Анне. Она родила ему двух сыновей:
- Михаил IX Палеолог (17 апреля 1277 года — 12 октября 1320) — соправитель отца в 1295—1320 годах.
- Константин Палеолог (1278—1335). Обладал титулом деспота, первым браком женился на дочери Феодора Музалона Евдокии. Второй раз его супругой стала Евдокия Неокаисаретисса. Стал монахом во время правления своего племянника — Андроника III.

После смерти Анны в 1281 году, спустя 3 года император женился на Иоланде Монферратской (принявшей в православии имя Ирина), дочери маркграфа Монферрата Гульельмо VII.
- Иоанн Палеолог (1286—1308) — деспот, женился на Ирине Хумнене, не оставил наследников.
- Феодор I (1291—1338) — маркграф Монферрата.
- Деметрий Палеолог (умер после 1343 года) — деспот. Отец Ирины Палеолог.
- Симона Палеолог (1294 — после 1336) — жена сербского короля Стефана Уроша II Милутина.

Кроме этих детей, у базилевса были и незаконное потомство:
- Ирина — жена правителя Фессалоник Иоанна Дуки II.
- Мария — жена хана Золотой орды Тохты[источник не указан 1869 дней].